# Saison 6 de New York, police judiciaire
Chronologie
Saison 5 Saison 7
La sixième saison de New York, police judiciaire, série télévisée américaine, est constituée de vingt-trois épisodes, diffusée du 20 septembre 1995 au 22 mai 1996 sur NBC.

## Distribution

### Acteurs principaux
- Jerry Orbach : détective Lennie Briscoe
- Benjamin Bratt : détective Reynaldo Curtis
- S. Epatha Merkerson : lieutenant Anita Van Buren
- Sam Waterston : premier substitut du procureur Jack McCoy
- Jill Hennessy : substitut du procureur Claire Kincaid
- Steven Hill : procureur Adam Schiff

## Épisodes

### Épisode 1:Vengeance amère
- États-Unis : 20 septembre 1995 sur NBC

### Épisode 2:La Fiancée du motard
- États-Unis : 27 septembre 1994 sur NBC

### Épisode 3:Tueur de flic
- États-Unis : 18 octobre 1995 sur NBC

### Épisode 4:Le Pouvoir et l'Argent
- États-Unis : 1er novembre 1995 sur NBC

### Épisode 5:Criminelle ou victime
- États-Unis : 8 novembre 1995 sur NBC

### Épisode 6:Paranoïa
- États-Unis : 15 novembre 1995 sur NBC

### Épisode 7:Humiliation
- États-Unis : 22 novembre 1995 sur NBC

### Épisode 8:Que votre volonté soit faite
- États-Unis : 29 novembre 1995 sur NBC

### Épisode 9:Conspiration
- États-Unis : 3 janvier 1996 sur NBC

### Épisode 10:Les Blessures du passé
- États-Unis : 10 janvier 1996 sur NBC

### Épisode 11:Croisière pour l'au-delà
- États-Unis : 17 janvier 1996 sur NBC

### Épisode 12:Un cadeau empoisonné
- États-Unis : 31 janvier 1996 sur NBC

### Épisode 13:Panique dans le métro
- États-Unis : 7 février 1996 sur NBC

### Épisode 14:La Fin et les moyens
- États-Unis : 21 février 1996 sur NBC

### Épisode 15:On ne tue que deux fois
- États-Unis : 28 février 1996 sur NBC

### Épisode 16:Vapeur d'alcool
- États-Unis : 13 mars 1996 sur NBC

### Épisode 17:Dissimulation
- États-Unis : 27 mars 1995 sur NBC

### Épisode 18:Gloire éphémère
- États-Unis : 10 avril 1996 sur NBC

### Épisode 19:Tout pour ma mère
- États-Unis : 21 avril 1996 sur NBC

### Épisode 20:Amis à la vie à la mort
- États-Unis : 1er mai 1996 sur NBC

### Épisode 21:Crimes et Conséquences
- États-Unis : 8 mai 1996 sur NBC

### Épisode 22:Le Mal du pays
- États-Unis : 15 mai 1996 sur NBC

### Épisode 23:Peine capitale
- États-Unis : 22 mai 1996 sur NBC